# Auto Craft Company

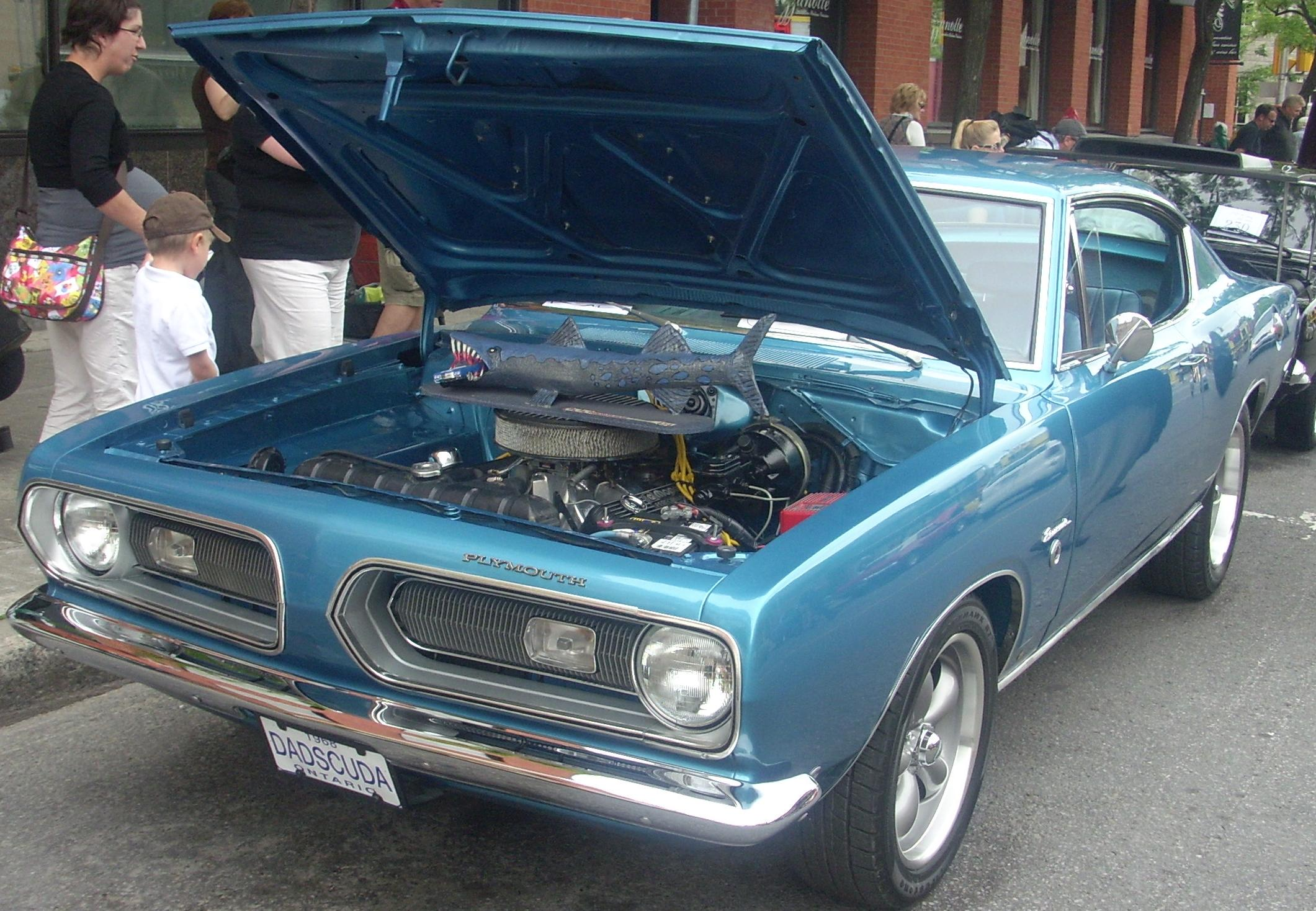
Plymouth Barracuda Hardtop-Coupé (1968)

Die Auto Craft Company war ein US-amerikanischer Automobilhersteller.

## Beschreibung
Das Unternehmen aus Fond du Lac (Wisconsin) stellte zwischen 1968 und 1969 Automobile her. Der Markenname lautete Savage.

## Fahrzeuge
Beim Savage GT handelte es sich um einen Plymouth Barracuda, der mit leistungsfähigeren Chrysler-Motoren angeboten wurde. Außerdem hatte er einen anderen Kühlergrill, Drahtspeichenräder, verchromte Auspuffenden und einen Kofferraumdeckel aus GFK mit einem kleinen Spoiler. Das Fahrzeug war als zweitüriges Hardtop-Coupé oder ebensolches Cabriolet verfügbar. Der Radstand betrug 2743 mm, die Gesamtlänge 4897 mm.
Drei obengesteuerte V8-Motoren standen zur Wahl, bezeichnet nach dem jeweiligen Hubraum in cu.in. Der 340 hatte einen Hubraum von 340 Kubikzoll (entspricht etwa 5,6 Liter) und leistete 280 bhp (206 kW) bei 5000 min−1. Der 383 hatte 6,3 Liter Hubraum und brachte es auf 335 bhp (246 kW) bei 5000 min−1. Für den 440 lauteten die entsprechenden Werte 7,2 Liter und 380 bhp (279 kW) bei 4600 min−1. Über ein manuelles Vierganggetriebe wurde die Motorkraft an die Hinterräder weitergeleitet. Auf Wunsch war auch ein Dreigang-TorqueFlite-Automatikgetriebe erhältlich.